# Briga Alta
Briga Alta – miejscowość i gmina we Włoszech, w regionie Piemont, w prowincji Cuneo.
Według danych na rok 2004 gminę zamieszkiwały 62 osoby, 1,2 os./km².